# Хварщани
Хварщани (пол. Chwarszczany) — село в Польщі, у гміні Болешковиці Мисліборського повіту Західнопоморського воєводства.
Населення — 229 осіб (2011).
У 1975-1998 роках село належало до Гожовського воєводства.

## Демографія
Демографічна структура станом на 31 березня 2011 року:
|          | Загалом | Допрацездатний вік | Працездатний вік | Постпрацездатний вік |
| -------- | ------- | ------------------ | ---------------- | -------------------- |
| Чоловіки | 101     | 15                 | 81               | 5                    |
| Жінки    | 128     | 26                 | 80               | 22                   |
| Разом    | 229     | 41                 | 161              | 27                   |